# My Story (EP)
MY STORY는 대한민국의 보이 밴드 비스트의 유닛 음반이다.

## 트랙리스트
1. 문이 닫히면 (윤두준 & 손동운)
2. Thanks to (양요섭 & 용준형)
3. Let It Snow (그린라이트 이기광 & 장현승)
4. Lights Go On Again (Full ver.)